# Le avventure di Sherlock Holmes (serie televisiva)
Le avventure di Sherlock Holmes (The Adventures of Sherlock Holmes) è una serie televisiva prodotta dalla Granada Television tra il 1984 e il 1994. La serie è basata sul personaggio di Sherlock Holmes, creato da Sir Arthur Conan Doyle.
La serie è composta da quattro stagioni ognuna delle quali ha un titolo diverso, corrispondente al titolo di quattro delle cinque serie di racconti di Conan Doyle:
1. Le avventure di Sherlock Holmes (The Adventures of Sherlock Holmes) 13 episodi trasmessi su Independent Television dal 1984 al 1985[2]
2. Il ritorno di Sherlock Holmes (The Return of Sherlock Holmes), 13 episodi, 1986-1988[3]
3. Il taccuino di Sherlock Holmes (The Case-Book of Sherlock Holmes), 9 episodi, 1991-1993[4]
4. Le memorie di Sherlock Holmes (The Memoirs of Sherlock Holmes), 6 episodi, 1994[5]

In totale, delle sessanta storie scritte da Conan Doyle, ne furono adattate per lo schermo 41, di cui trentasei in puntate da 50 minuti circa e cinque speciali episodi da un'ora e mezza.

## Produzione
La serie fu prodotta inizialmente da Michael Cox, con successivi episodi prodotti poi da June Wydham Davies. Fu adattata alla televisione dallo sceneggiatore John Hawkesworth, il quale scrisse anche molti degli episodi. Altri autori che contribuirono furono Jeremy Paul, T.R. Bowen e Alan Plater.
L'episodio La Lega dei Capelli Rossi è stato ampiamente modificato per poter essere usato come introduzione all'episodio successivo, Il Problema Finale. Nel racconto originale di Conan Doyle, infatti, il professor Moriarty non compare assolutamente.
Quando Jeremy Brett venne a sapere che il suo personaggio di Sherlock Holmes era molto popolare fra i bambini (che lo vedevano come un supereroe), fu molto preoccupato per il fatto che Holmes fosse dedito all'uso di cocaina e altre droghe simili. Per questo, chiese ed ottenne il permesso dalla figlia di Arthur Conan Doyle di far vedere Holmes superare la sua dipendenza, resa significativa da una scena nell'episodio Il Piede del Diavolo, dove Holmes sotterra la sua siringa.
Fu lo stesso David Burke a segnalare ai produttori il suo amico attore Edward Hardwicke, quando decise di abbandonare il ruolo di Watson e si pose il problema del sostituto.

### Cast
La serie vede Jeremy Brett nei panni del famoso detective. Il ruolo del fedele amico di Holmes, il Dottor Watson, fu affidato all'interpretazione dell'attore David Burke, che al termine della prima stagione della serie entrò a far parte della Royal Shakespeare Company. Nelle successive 3 serie fu sostituito da Edward Hardwicke.
In aggiunta a Brett e Burke, altri personaggi abbastanza regolari della serie includono Rosalie Williams nel ruolo della governante Signora Hudson e Colin Jeavons nella parte dell'Ispettore Lestrade di Scotland Yard. Nell'episodio L'Interprete Greco fa anche la sua prima comparsa il fratello di Holmes, Mycroft, interpretato, come nelle successive serie, da Charles Gray (che aveva già rivestito tale ruolo nel film Sherlock Holmes: soluzione sette per cento del 1976), mentre Eric Porter interpretò la famosa nemesi di Holmes, il Professor Moriarty, nella prima serie, The Adventures of Sherlock Holmes.

### Location
Una riproduzione in scala reale di Baker Street fu costruita negli studi della Granada in Quay Street, a Manchester, che divenne in seguito parte integrante dall'attrazione turistica del Granada Studios Tour, prima della sua chiusura nel 1999.

### Termine delle riprese
La serie si concluse a seguito della morte di Jeremy Brett all'età di 61 anni, stroncato da un infarto nel 1995. È stato comunque rivelato da alcune delle persone che lavorarono con lui che egli era in procinto di non interpretare più il ruolo di Holmes; all'epoca, infatti, Brett (già sofferente di disturbo bipolare) era gravemente ammalato e nel corso delle riprese di un episodio della serie The Memoirs of Sherlock Holmes svenne addirittura sul set.

## Critica
In generale la serie presenta le più fedeli rappresentazioni televisive di molte delle storie di Holmes, anche se alcune libertà di trama furono prese in varie occasioni, in special modo negli ultimi episodi degli anni '90. Ciò nonostante, fu elogiata da molti critici l'attenta ricostruzione fin nei minimi particolari della Londra vittoriana di fine Ottocento e la positiva caratterizzazione del personaggio del Dottor Watson, assai più fedele a quello descritto da Doyle rispetto alle precedenti produzioni televisive del secolo, infelicemente inclini a delineare la figura dell'amico fidato di Holmes come uno stolto e addirittura buffonesco compagnone.

## Episodi
Nota: nonostante tutte le serie riportino titoli delle varie raccolte di storie di Conan Doyle, gli episodi che compongono le serie non sempre corrispondono all'ordine e alla collocazione delle antologie scritte. Le date riportate si riferiscono alla prima trasmissione nel Regno Unito.

### The Adventures of Sherlock Holmes
| N. | Titolo originale      | Titolo italiano           | Prima TV originale | Durata |
| -- | --------------------- | ------------------------- | ------------------ | ------ |
| 1  | A Scandal In Bohemia  | Uno scandalo in Boemia    | 24 aprile 1984     | 50'    |
| 2  | The Dancing Men       | Gli uomini danzanti       | 1º maggio 1984     | 50'    |
| 3  | The Naval Treaty      | Il trattato navale        | 8 maggio 1984      | 50'    |
| 4  | The Solitary Cyclist  | Il ciclista solitario     | 15 maggio 1984     | 50'    |
| 5  | The Crooked Man       | L'uomo difforme           | 22 maggio 1984     | 50'    |
| 6  | The Speckled Band     | La banda maculata         | 29 maggio 1984     | 50'    |
| 7  | The Blue Carbunkle    | Il carbonchio azzurro     | 5 giugno 1984      | 50'    |
| 8  | The Copper Beeches    | I faggi rossi             | 25 agosto 1985     | 50'    |
| 9  | The Greek Interpreter | L'interprete greco        | 1º settembre 1985  | 50'    |
| 10 | The Norwood Builder   | Il costruttore di Norwood | 8 settembre 1985   | 50'    |
| 11 | The Resident Patient  | Il paziente a domicilio   | 15 settembre 1985  | 50'    |
| 12 | The Red Headed League | La lega dei capelli rossi | 22 settembre 1985  | 50'    |
| 13 | The Final Problem     | Il problema finale        | 29 settembre 1985  | 50'    |

### The Return of Sherlock Holmes
| N. | Titolo originale              | Titolo italiano             | Prima TV originale | Durata |
| -- | ----------------------------- | --------------------------- | ------------------ | ------ |
| 1  | The Empty House               | La casa vuota               | 9 luglio 1986      | 50'    |
| 2  | The Abbey Grange              | La tragedia di Abbey Grange | 16 luglio 1986     | 50'    |
| 3  | The Musgrave Ritual           | Il cerimoniale dei Musgrave | 23 luglio 1986     | 50'    |
| 4  | The Second Stain              | La seconda macchia          | 30 luglio 1986     | 50'    |
| 5  | The Man With The Twisted Lip  | L'uomo dal labbro storto    | 6 agosto 1986      | 50'    |
| 6  | The Priory School             | La scuola del priorato      | 13 agosto 1986     | 50'    |
| 7  | The Six Napoleons             | I sei napoleoni             | 20 agosto 1986     | 50'    |
| 8  | The Sign Of Four              | Il segno dei quattro        | 29 dicembre 1987   | 90'    |
| 9  | The Devil's Foot              | Il piede del diavolo        | 6 aprile 1988      | 50'    |
| 10 | Silver Blaze                  | Silver Blaze                | 13 aprile 1988     | 50'    |
| 11 | Wisteria Lodge                | La villa dei glicini        | 20 aprile 1988     | 50'    |
| 12 | The Bruce-Partington Plans    | I piani di Bruce-Partington | 27 aprile 1988     | 50'    |
| 13 | The Hound Of The Baskervilles | Il mastino dei Baskerville  | 31 agosto 1988     | 90'    |

### The Case-Book of Sherlock Holmes
| N. | Titolo originale                         | Titolo italiano                     | Prima TV originale   | Durata |
| -- | ---------------------------------------- | ----------------------------------- | -------------------- | ------ |
| 1  | The Disappearance Of Lady Frances Carfax | La scomparsa di Lady Frances Carfax | 21 febbraio 1991     | 50'    |
| 2  | The Problem Of Thor Bridge               | Il problema del Thor Bridge         | 28 febbraio 1991     | 50'    |
| 3  | The Adventure Of Shoscombe Old Place     | L'avventura di Shoscombe Old Place  | 7 marzo 1991         | 50'    |
| 4  | The Boscombe Valley Mystery              | Il mistero di Boscombe Valley       | 14 marzo 1991        | 50'    |
| 5  | The Adventure Of The Illustrious Client  | Il cliente illustre                 | 21 marzo 1991        | 50'    |
| 6  | The Adventure Of The Creeping Man        | L'uomo carponi                      | 28 marzo 1991        | 50'    |
| 7  | The Master Blackmailer                   | Charles Augustus Milverton          | 2 gennaio 1992       | 90'    |
| 8  | The Last Vampyre                         | Il vampiro del Sussex               | 27 gennaio 1993      | 90'    |
| 9  | The Eligible Bachelor                    | Il nobile scapolo                   | 10, 17 febbraio 1993 | 90'    |

### The Memoirs of Sherlock Holmes
| N. | Titolo originale     | Titolo italiano       | Prima TV originale | Durata |
| -- | -------------------- | --------------------- | ------------------ | ------ |
| 1  | The Three Gables     | I tre frontoni        | 7 marzo 1994       | 50'    |
| 2  | The Dying Detective  | Il detective morente  | 14 marzo 1994      | 50'    |
| 3  | The Golden Pince-Nez | I Pince-Nez dorati    | 21 marzo 1994      | 50'    |
| 4  | The Red Circle       | Il cerchio rosso      | 28 marzo 1994      | 50'    |
| 5  | The Mazarin Stone    | La pietra di Mazarino | 4 aprile 1994      | 50'    |
| 6  | The Cardboard Box    | La scatola di cartone | 11 aprile 1994     | 50'    |

## Distribuzione
La serie è disponibile in Italia su DVD venduti dalla Malavasi Editore sia in edicola che sul sito online (gli episodi non sono inseriti nel loro ordine cronologico di produzione, ma seguono la cronologia del Canone Originale). Dal 2019 ha pubblicato in sei cofanetti di due DVD ciascuno, la versione rimasterizzata in 2K, seguendo, questa volta, l'ordine cronologico. Nel 2003 è stato messo in commercio uno speciale cofanetto DVD nel Regno Unito, in sola lingua inglese, comprendente tutte le 4 serie realizzate tra il 1984 e il 1995 dalla Granada Television.